# Мирко Поповић
Мирко Поповић (Рогатица, 1. децембар 1922 — Титово Ужице, 18. август 1986), учесник Народноослободилачке борбе и друштвено-политички радник СР Србије. 

## Биографија
Рођен у Рогатици 1922. године.
Године 1941. постао је члан Комунистичке партије Југославије (КПЈ) и отишао у Народноослободилачку борбу. Након ослобођења, био је политички комесар Ужичког војног подручја, секретар Градског комитета КПС за Ужице, организациони секретар Обласног комитета КПС Титово Ужице и секретар Среског комитета СК Титово Ужице. Завршио је Вишу политичку школу „Ђуро Ђаковић”.
Радио у Београду од 1959. године као начелник Управе за персоналне послове Извршног већа Скупштине НР Србије, секретар организације политичког секретаријата ЦК СК Србије и члан Извршног већа СР Србије. Биран је за посланика Савезног већа Скупштине СФРЈ трећег и четвртог сазива, а 1967. и 1969. године за посланика Републичког већа Скупштине СФРЈ.
Био је члан Централног одбора УСАОЈ, Контролне комисије СКЈ и Главног одбора ССРН Србије. За члана ЦК СК Србије биран је на Четвртом, Петом и Шестом конгресу. 
На Десетом конгресу СКЈ, 1974. биран је за члана Централног комитета СКЈ и члана Председништва ЦК СКЈ.
Сахрањен је у Алеји заслужних грађана на Новом гробљу у Београду.
Носилац је Партизанске споменице 1941 и других југословенских одликовања, међу којима је Ордена рада са црвеном заставом.